# Zosterops grayi
Zosterops grayi е вид птица от семейство Zosteropidae. Видът е почти застрашен от изчезване.

## Разпространение
Видът е разпространен в Индонезия.